# Météorite pierreuse
Cet article court présente un sujet plus développé dans : Chondrite et Achondrite.
 (novembre 2024).
Si vous disposez d'ouvrages ou d'articles de référence ou si vous connaissez des sites web de qualité traitant du thème abordé ici, merci de compléter l'article en donnant les références utiles à sa vérifiabilité et en les liant à la section « Notes et références ».
| - Météorite de Tcheliabinsk, une chondrite de type LL5. - NWA 5959, une achondrite de type howardite. |

Les météorites pierreuses sont les météorites constituées principalement de silicates, s'opposant ainsi aux météorites de fer (autrefois appelées ferreuses) et aux météorites mixtes (ou sidérolithes). 

## Description
Les météorites pierreuses comprennent les chondrites (météorites indifférenciées, comportant presque toujours des chondres) et les achondrites (météorites différenciées, toujours dépourvues de chondres).

## Classification
Le terme de météorite pierreuse est de moins en moins utilisé parce que le critère de classification aujourd'hui considéré comme le plus important n'est pas la composition globale mais la présence ou l'absence de différenciation. On classe donc désormais[Depuis quand ?] les météorites en météorites indifférenciées (les chondrites) et météorites différenciées (météorites de fer, achondrites et sidérolithes).